# Dżarasz

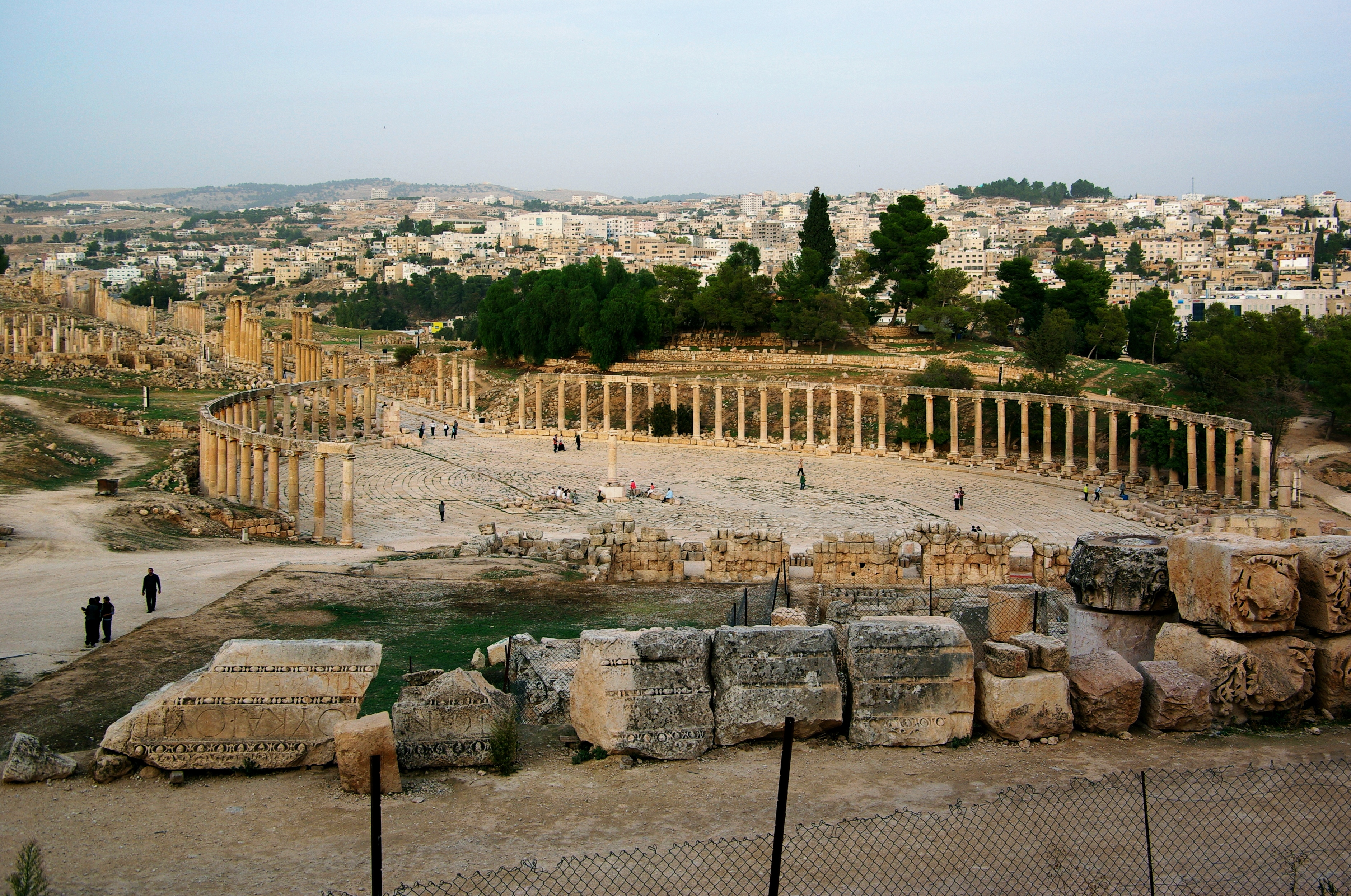
Forum owalne rzymskiej Gerazy

Dżarasz (arab. جرش, także Jerash, Jerasz, Dżerasz), starożytna Geraza – miasto w Jordanii, ośrodek administracyjny muhafazy Dżarasz. Odległe ok. 50 km na północ od Ammanu.
Znane z odbywających się w lipcu festiwali kultury i sztuki z udziałem artystów z całego świata.

## Historia
Założone najprawdopodobniej w IV wieku p.n.e. przez Aleksandra Wielkiego lub jego wodza Perdikkasa. Niektóre źródła podają również fundację w III wieku p.n.e. (przez Ptolemeusza II Filadelfosa) bądź w II wieku p.n.e. (przez Antiocha IV Epifanesa). Pod koniec II wieku p.n.e. wcielone przez Machabeuszów do Judy, w 63 p.n.e. zostało zajęte przez rzymskie wojska Pompejusza. Rozkwit miasta przypadł w II wieku n.e. na okres panowania cesarza Trajana. Pochodził stamtąd m.in. neopitagorejski filozof Nikomachos z Gerazy. W VI stuleciu, za rządów bizantyjskiego władcy Justyniana w mieście wzniesiono co najmniej 7 kościołów. W 614 Gerazę zdobyli Sasanidzi, a w 636 Arabowie. W 749 miasto uległo zniszczeniu wskutek trzęsienia ziemi. Ruiny odkrył w 1806 Ulrich Seetzen.

## Stanowisko archeologiczne
Stanowisko archeologiczne obejmuje ruiny jednego z najlepiej z zachowanych na świecie rzymskich miast z okresu starożytności. Do najważniejszych zabytków należą:
- Świątynia Artemidy, patronki miasta – zbudowana w latach 150-170, położona przy głównej ulicy (cardo maximus), od której prowadziły do niej monumentalne schody poprzedzone bramą. Główną część świątyni stanowiło pomieszczenie o wymiarach 160x120 metrów, z ołtarzem ofiarnym pośrodku, otoczone kolumnadą (zachowanych 11 z 12 kolumn); całość niegdyś przykryta drewnianym stropem;
- Świątynia Zeusa (162 r.), z której zachowało się kilka potężnych 15-metrowych kolumn. Przed nią znajduje się taras, z którego pozostałości monumentalnych schodów prowadziły na Forum owalne;
- teatr rzymski (północny) zbudowany w 165, rozbudowa w 235, po której widownia mogła pomieścić 1600 osób (częściowo odtworzona ściana proscenium);
- teatr rzymski (południowy) na 5 tys. miejsc siedzących, zbudowany w latach 81-96 i zachowany w lepszym stanie niż teatr północny;
- hipodrom pochodzący z I-III w., o wymiarach 244x50 metrów, którego widownia mogła pomieścić 15 tys. osób. Po zajęciu miasta przez Sasanidów wykorzystywany jako arena do gry w polo;
- Brama Południowa wzniesiona w postaci tetrapylonu, stanowi aktualnie wejście dla turystów (obok znajdują się kasy biletowe);
- Forum owalne – położone za Bramą Południową, o wymiarach 90x80 metrów. Otoczone 56 jońskimi kolumnami, w centralnej części VII-wieczna fontanna;
- kompleks łaźni rzymskich zbudowanych na przełomie II i III wieku;
- nimfeum (ok. 191) – publiczna, bogato zdobiona fontanna, o półkulistym kształcie i dekoracyjnych niszach, w których kiedyś prawdopodobnie znajdowały się rzeźby. Z centralnej półkolistej części woda spływała do położonego niżej basenu w kształcie muszli. Dolna część fontanny obudowana była marmurem;
- ruiny kościołów chrześcijańskich:
  - kościół św. Teodora zbudowany w 496 r. w formie trójnawowej bazyliki (zachowane nieliczne mozaiki);
  - kościół biskupa Izajasza, z którego zachowała się VI-wieczna mozaika;
  - kościół św. św. Kosmy i Damiana z VI wieku, z niemal w całości zachowanymi mozaikami o złożonych wzorach geometrycznych;
  - kościół św. Jana Chrzciciela – również z VI wieku, poważnie zniszczony;
  - kościół św. Jerzego zbudowany w VI wieku, jako jedyny przetrwał trzęsienie ziemi w 749 roku.